# O Cravo Bem Temperado
O Cravo Bem Temperado (no original alemão: Das wohltemperierte Klavier) é uma coleção de música para cravo solo, composta por Johann Sebastian Bach. Ele inicialmente escreveu prelúdios e fugas tendo por base os 24 tons (12 maiores mais 12 menores), surgidos em 1722 "para o proveito e uso dos jovens músicos desejosos de aprender e, especialmente, para o entretenimento daqueles já experientes com esse estudo". Mais tarde, Bach compilou um segundo livro de prelúdios e fugas (seguindo o mesmo esquema de composição tonal do primeiro) aparecido em 1744, desta feita, intitulando-o apenas "Vinte e quatro Prelúdios e Fugas". Atualmente, os dois volumes são conhecidos e citados como "Livro I" (ou "1º Livro") e "Livro II (ou "2º Livro") de "O Cravo Bem Temperado".

## História da composição
O primeiro livro foi compilado durante a designação de Bach em Köthen; o segundo livro se seguiu 22 anos depois, enquanto ele estava em Leipzig. Ambos foram amplamente divulgados na forma manuscrita, mas cópias impressas não foram feitas senão em 1801. O estilo barroco de Bach caiu em desuso por parte do grande público e passou de moda por volta da data da sua morte (1750), dando lugar à música do início do período clássico (que não possuía nem a complexidade contrapontística, nem a variedade de tonalidades e harmonias aplicadas por Bach). Contudo, entre alguns os compositores e músicos, nunca deixou de ser e servir como uma obra paradigmática de estudo obrigatório. No auge do estilo Clássico (cerca de 1770) O Cravo Bem Temperado foi estudado detalhadamente por compositores como Haydn e Mozart, influenciando, assim, as suas formas compositivas e, consequentemente, a história da música. Segundo Howard Goodall, "a publicação de O Cravo bem Temperado de Bach, em 1722, é um dos marcos da história da música europeia. Mesmo durante a vida de Bach, a sua influência foi rápida e dramática, mais tarde, tanto Mozart como Beethoven pagaram tributo ao brilhantismo e à importância da coleção". (Goodall, p. 122f.)

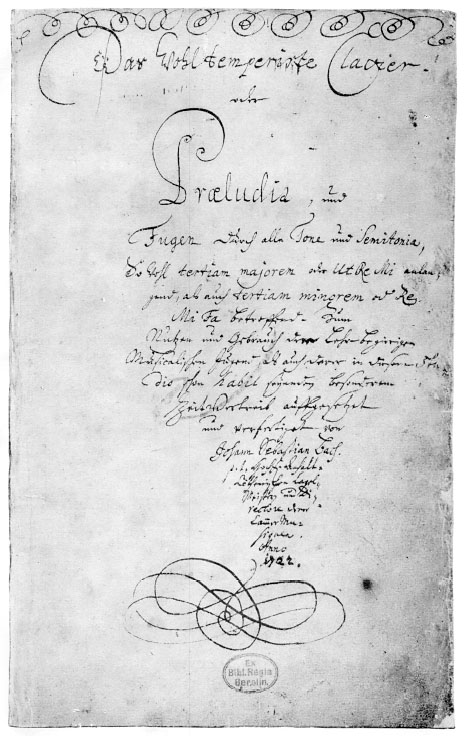
Frontespício de Das wohltemperirte Clavier

Cada livro tem vinte e quatro pares de prelúdios e fugas. O primeiro par é em Dó maior, o segundo em Dó menor, o terceiro em Dó sustenido maior, o quarto em Dó sustenido menor e assim por diante. O padrão cromático ascendente continua até que todas as tonalidades tenham sido representadas, concluindo com uma fuga em Si menor.
Bach reciclou alguns dos prelúdios e fugas de fontes anteriores; o Pequeno livro de Teclado de Wilhelm Friedemann Bach, por exemplo, contém 11 dos prelúdios. O prelúdio e fuga em Dó sustenido maior do livro um, era originalmente em Dó maior – Bach acrescentou a armadura de sete sustenidos e ajustou alguns acidentes de forma a convertê-lo para a tonalidade requerida. O longo alcance de influência da música de Bach é evidente no fato do sujeito/tema da fuga da "Fantasia e Fuga em Dó maior, K. 394", de Mozart ser isomórfo da fuga em Lá bemol maior do Livro I de O Cravo Bem Temperado. Este padrão também aparece no sujeito/tema da fuga em Dó maior, do Livro II. Outro tema semelhante é o da fuga que integra o terceiro movimento do Concerto para Dois Cravos, BWV 1061.
Embora O Cravo Bem Temperado tenha sido a primeira coleção de peças plenamente acabadas em todas as 24 tonalidades, ideias semelhantes já haviam ocorrido anteriormente: Ariadne musica neo-organoedum, do organista Johann Caspar Ferdinand Fischer. Publicado em 1702 e re-publicado em 1715, é um conjunto de 20 prelúdios e fugas em 10 tonalidades maiores, nove menores e no modo frígio, mais 5 ricercare sobre corais. Mais tarde, Bach aproveitou o sujeito/tema da fuga em Mi maior de Fischer, para a sua própria fuga em Mi maior do Livro II. O Exemplarische Organisten-Probe de Johann Mattheson, de 1719, também incluiu exercícios de baixo contínuo em todas as tonalidades. Bach também pode ter tido contacto com a Fantasia do  Labyrinthus Musicus, de 1722, uma longa e repetida composição, composta para um teclado enarmónico (um tipo de teclado em que os sustenidos e os bemóis não têm equivalência exata), com 31 notas por oitava e terças maiores puras. Apesar de algumas semelhanças quanto à apresentação, os objetivos estéticos de Bach estavam muito distantes dos de Suppig.
O título dado por Bach à obra, sugere que a escreveu para um sistema de afinação bem temperado, de doze notas, no qual todas as notas soam em consonância (também conhecido como temperamento circular). O sistema oposto, nos dias de Bach, era o temperamento mesotónico nos quais as tonalidades com muitos acidentes na armadura soam fora do tom (ver também afinação). Supõe-se, algumas vezes, que a intenção de Bach era o temperamento igual, a afinação moderna dos instrumentos de tecla que se tornou popular depois da sua morte, mas os estudiosos modernos sugerem que em seu lugar, Bach pretendia uma forma de bom temperamento. Encontra-se em discussão se Bach pretendia uma faixa de temperamentos similares, talvez até sendo um pouco alterado, na prática, de peça para peça, ou se pretendia uma solução única, específica, bem temperada para todos os casos.

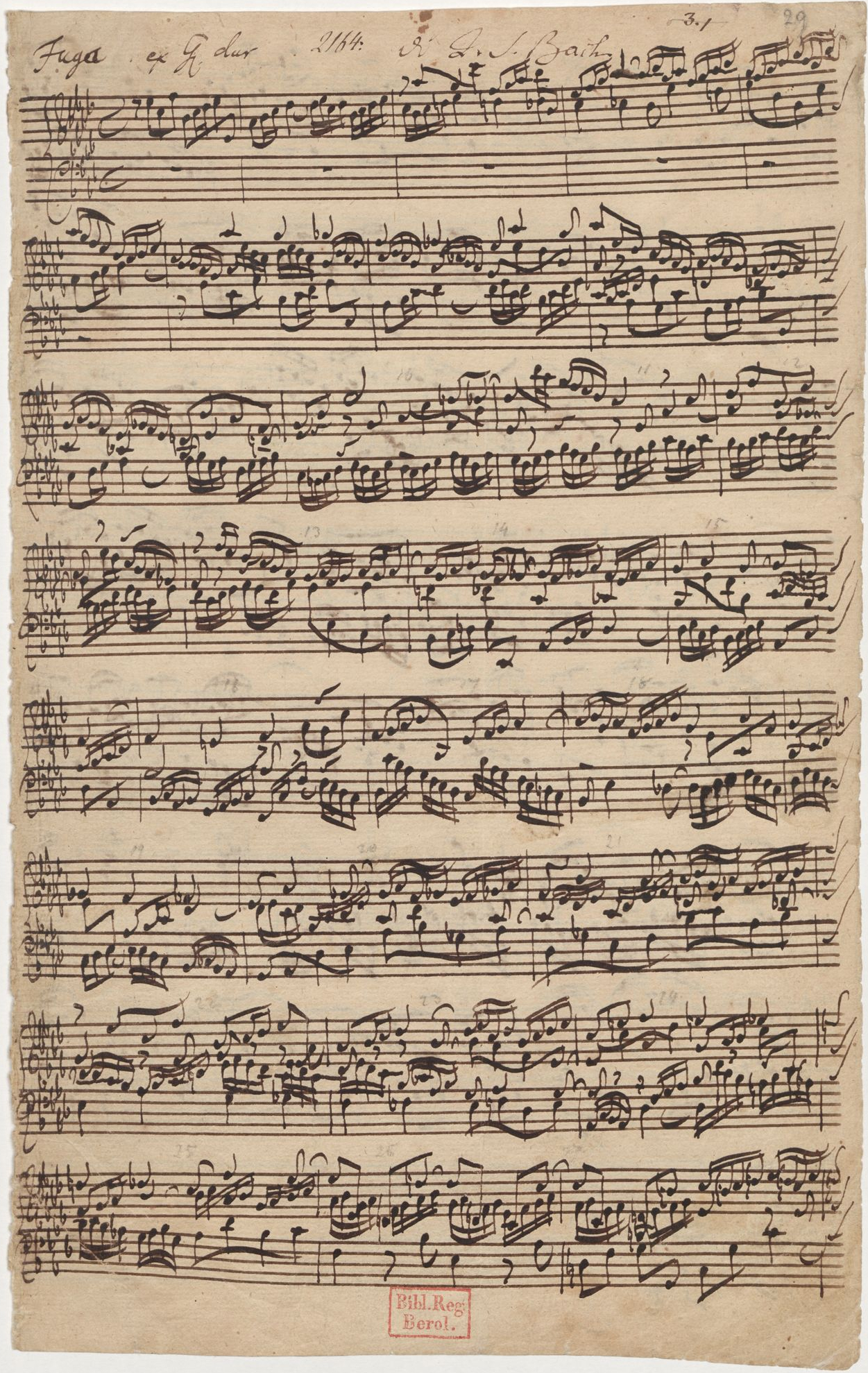
Fuga em Lá bemol maior do segundo livro de Das wohltemperirte Clavier (manuscrito)

## Estilo musical e conteúdo
Formalmente, O Cravo Bem Temperado engloba uma gama extraordinariamente grande de estilos. Os Prelúdios são formalmente livres, embora individualmente muitos exibam formas melódicas tipicamente barrocas, frequentemente vinculadas a uma coda estendida e livre (por exemplo, os prelúdios em Dó menor, Ré maior e Si bemol maior do Livro I). A obra mais conhecida do Cravo Bem Temperado é o prelúdio nº 1 do Livro I, uma progressão simples de acordes arpejados. A simplicidade técnica  deste prelúdio tornou-o uma das obras para teclado mais estudadas pelos que iniciam os seus estudos musicais (seja em piano ou em cravo). Este prelúdio escrito por Bach, luterano conservador, também serviu de base, mais de um século depois, para o Ave Maria de Charles Gounod. As fugas também exibem uma grande variedade de estilos e características. Cada fuga é marcada por um número de vozes que varia entre duas a cinco, sendo a maioria composta por três e quatro vozes. As fugas empregam todos os recursos contrapontísticos da forma, exposição fugal, inversão do tema, stretto, etc., mas geralmente são mais compactas do que as fugas de Bach para órgão.

## Importância tardia e influência
O Cravo bem Temperado é uma das obras musicais mais importantes da música ocidental, de grande envergadura, profundidade,  diversidade musical, estética e psicológica e  de grande complexidade que demonstrou tanto tecnicamente como por meio de sua grandiosidade, o potencial musical dos temperamentos musicais circulares. Tais temperamentos, permitiram infinitas modulações em tonalidades bastante diferentes, estabelecendo a base harmónica da música clássica de Bach em diante. Embora a obra de Bach não fosse a primeira composição pan-tonal (utilizando todas as tonalidades), de longe foi a mais influente. Beethoven (que fazia das modulações remotas o núcleo da sua música) foi fortemente influenciado por O Cravo Bem Temperado, desde a sua juventude -- quando a interpretação em concertos públicos de peças dos dois Livros de Bach, contribuiu para a sua fama e reputação. A possibilidade de modular até regiões harmónicamente remotas e, portanto, de criar efeitos psicológicos e estéticos amplamente desenvolvidos no período romântico e pós-romântico, levou à dissolução do próprio sistema tonal, como a que foi praticada pela designada "2ª Escola de Viena" ou "serialismo" (ver Schoenberg e outros compositores atonais do início do século XX).
Além do uso de todas as tonalidades, O Cravo Bem Temperado também é único quanto à grande variedade de técnicas e modos de expressão utilizados por Bach nas fugas. Nenhum outro compositor produziu obras tão poderosas e características na forma de fuga que frequentemente foram consideradas exercícios teóricos. Muitos compositores posteriores estudaram a obra de Bach para melhorar sua própria escrita da forma fuga. Até mesmo Verdi achou-a útil para seu último trabalho, a ópera "Falstaff".
A primeira gravação integral do Cravo bem Temperado foi feita por Edwin Fischer entre 1933 e 1936.

## Que afinação pretendia Bach?
Durante uma boa parte do século XX se supôs que Bach desejava o temperamento igual, o qual tinha sido criado pelos teóricos e músicos pelo menos um século antes do seu nascimento. Entretanto a pesquisa continuou através de vários sistemas contemporâneos à carreira de músico.  Os relatos a respeito da afinação apreciada por Bach são poucos e imprecisos. A duas fontes mais citadas são: Forkel, primeiro biógrafo do compositor que recebeu informações dos filhos e alunos de Bach; e Friedrich Wilhelm Marpurg e Johann Kirnberger, dois desses alunos. Forkel relata que Bach afinava seus próprios cravos e clavicórdios pois achava  insatisfatória a afinação feita por outros. Ele mesmo tocava em todas as afinações e modulava para afinações distantes sem que ouvintes quase pudessem perceber. Marpurg e Kirnberger, ao longo de um debate intenso parecem ter concordado que Bach exigia que as terças maiores fossem mais vibrantes do que puras – o que, em todos os casos, é virtualmente um pré-requisito para que um temperamento seja bom em todas as afinações.
Escrevendo em 1724 e 1732, Johann Georg Neidhardt descreveu um grupo de temperamentos desiguais e quase iguais, bem como temperamentos iguais, que poderiam ser usados com sucesso para se executar algumas músicas de Bach e que foram louvados pelos alunos e pessoas associadas com Bach. O próprio filho de J. S. Bach, Carl Philipp Emanuel Bach, publicou um método vago de afinação que estava próximo , embora não fosse exatamente, ao temperamento igual, no qual apenas a "maioria" das quintas seriam temperadas, sem dizer quais seriam elas nem quanto seriam temperadas.
Desde 1950 tem havido muitas outras propostas e muitas interpretações da obra em afinações diferentes e desiguais; algumas derivadas de fontes históricas e outras vislumbradas por autores modernos:
- Herbert Anton Kellner argumentava, desde meados dos anos 1970 até sua morte, que considerações esotéricas envolvendo assuntos como o padrão do sinête de Bach, numerologia e outros, podem ser usados para determinar o temperamento correto. Seu resultado é bastante similar ao conhecido temperamento "correto" de Werckmeister. O temperamento de Kellner com sete quintas puras e cinco quintas com coma de 1/5 tem sido mundialmente adotado para a afinação de órgãos. Esta afinação é particularmente eficiente como uma solução parcialmente aceitável para se executar a música do século XVII, sendo ineficaz para tonalidades com mais de dois bemóis.
- John Barnes analisou estatisticamente os prelúdios em tom maior de O Cravo Bem Temperado, observando que algumas terças maiores eram utilizadas com maior freqüência do que outras. Os resultados a que ele chegou estão em bastante consonância com os padrões de Kellner e Werckmeister. A afinação por ele proposta em função deste estudo é uma variante com coma de 1/6 do padrão de Kellner (1/5) e de Werckmeister (1/4), com o mesmo padrão geral de temperamento dos naturais e concluindo com uma quinta temperada, Si-Fá sustenido.
- Mark Lindley, em sua longa carreira como pesquisador especialista em temperamentos históricos, escreveu diversas pesquisas sobre estilos de temperamento na tradição barroca alemã. Em seus trabalhos ele recomendava e discernia muitos padrões próximos aos de Neidhart com variações sutis nos tamanhos dos intervalos. Desde que publicou um artigo em 1985, onde teceu alguns comentários a respeito do Cravo Bem Temperado, ele focou suas teorias mais na música de Bach para o órgão do que para o cravo.
- Andreas Sparschuh, durante seus estudos a respeito da afinação do órgão no barroco alemão atribuiu significado acústico e matemático às volutas aparentemente ornamentais que constavam da capa da versão de 1722 de Bach (ver ilustração acima). Cada voluta, ele argumentou, representava uma quinta na seqüência de afinação do teclado, começando com a nota Lá. A partir disso, Sparschuh vislumbrou um algoritmo recursivo de afinação semelhante à Hipótese de Collatz na matemática, subtraindo um tempo por segundo, cada vez que o diagrama de Bach tivesse uma voluta não vazia. Em 2006 ele reformulou sua proposta de 1998 baseada no valor de Lá = 420 Hz, por outra em que Lá = 410 Hz.
- Michael Zapf, em 2001, reinterpretou as volutas como indicação do batimento de quintas diferentes numa dada extensão do teclado em termos de segundos por batimento com a afinação começando no Dó.
- John Charles Francis, em 2004, realizou uma análise matemática das volutas utilizando batimentos por segundo no programa Mathematica. Em 2004, ele também distribuiu vários temperamentos derivados do BWV 924. Detalhes estão disponíveis no sítio Internet do autor.
- Bradley Lehman, em 2004, propôs as comas 1/6 e 1/12 derivadas das volutas de Bach. Tais proposições foram publicadas em 2005 em artigos de três periódicos musicais. Detalhes a respeito estão disponíveis no sítio do autor na Internet. As reações ao publicado foram vigorosas e diversas, com outros escritores criando outros sistemas e variantes especulativos.

Quaisquer que sejam suas procedências, tais sistemas advogam a existência de características musicais sutis nas diferentes tonalidades, devido ao tamanho de seus intervalos. Entretanto discordam entre si quanto a que tonalidade recebe que característica.
Alguns escritores acreditam que não há prova suficiente de que as volutas de Bach contenham alguma informação consistente sobre um método de afinação. Bach, ao longo de sua carreira, pode ter usado diferentes afinações para cada ocasião ou para cada composição.

### Partituras
- Fugas do Cravo Bem Temperado: Partituras interativas sincronizadas com gravações de David Korevaar e analisadas por Tim Smith.
- Partituras do Cravo Bem Temperado disponibilizadas pelo projeto Mutopia.
- Partituras do Cravo Bem Temperado de domínio público disponibilizadas no IMSLP

### Sítios da Internet
- Temperamento derivado da capa de 1722 (1999): Andreas Sparschuh (em alemão)
- Larips.com – Requisitos para a afinação "Bach": Bradley Lehman – inclui artigos acadêmicos, gravações de demonstração, instruções práticas para afinação, pesquisa sobre as propostas de temperamento de Bach
- O "Temperamento Bach": Kenneth Mobbs & Alexander Mackenzie
- Música do Temperamento Sagrado
- O Cravo Bem Temperado de J.S. Bach / Análise Detalhada e Interpretação by Siglind Bruhn. Full text of the 1951 book.
- [http://www2.nau.edu/tas3/wtc.html Visualizações animadas  (é necessário se ter instalado o shockwave)

Hipertexto (Flash):
- O Cravo Bem Temperado prelúdios e fugas, fugas - Korevaar (Piano), Goeth (Órgão), Parmentier (Cravo)